# Long Xuyên (provincie)

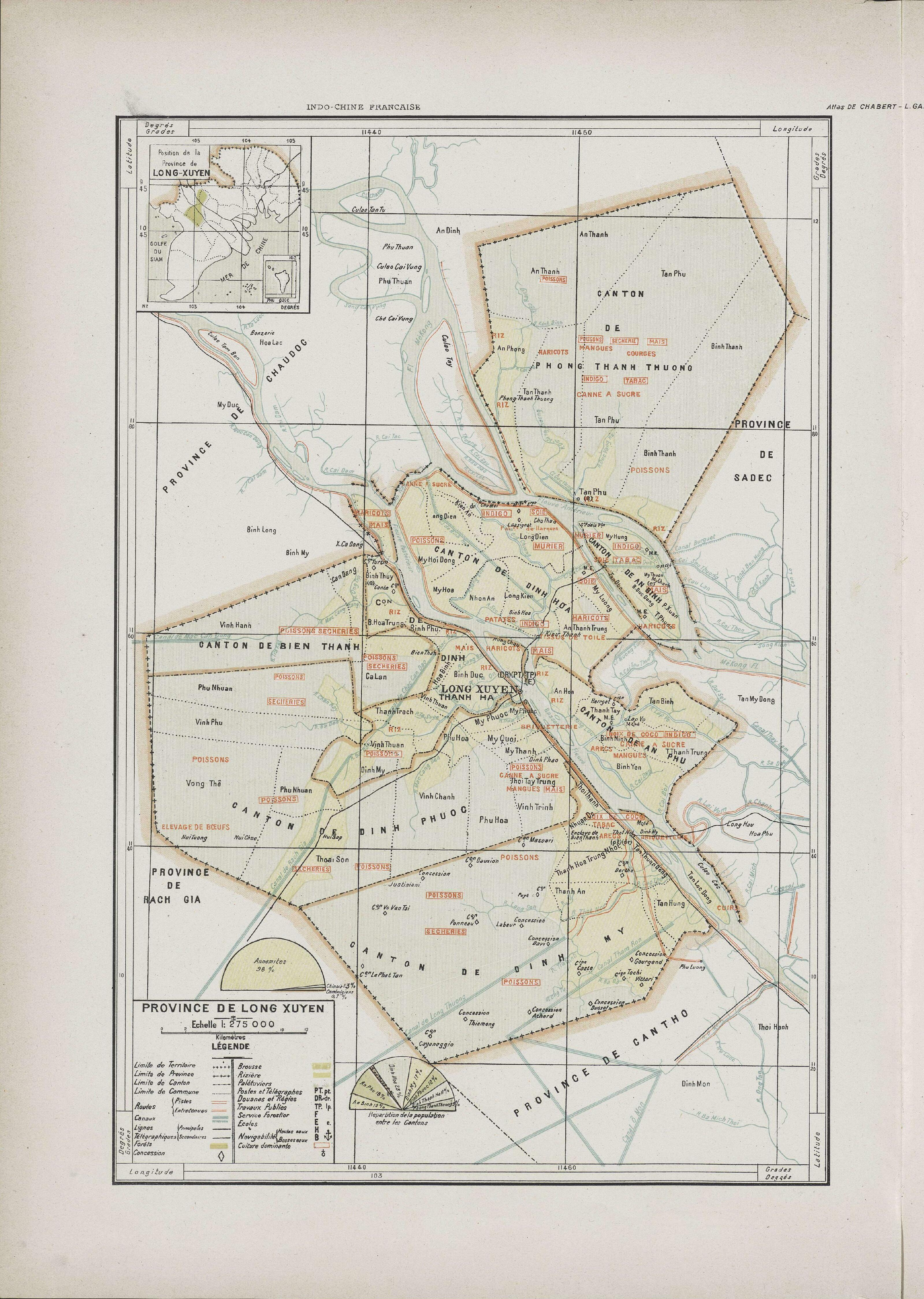
Long Xuyên in 1909

Long Xuyên is een voormalige provincie in de Unie van Indochina. De provincie lag in de Mekong-delta. De provincie is opgericht in 1900. In 1947 is een deel van de provincie Châu Đốc samengevoegd met Long Xuyên. De provincie heeft bestaan tot 1975 toen de provincie werd samengevoegd bij An Giang.